# Cistite
Cistite (do grego κύστη, "quisti", e "-itis", "inflamação da bexiga") é uma infecção urinária da bexiga, geralmente causada por infecção por bactérias, como E. coli ou Staphylococcus saprophyticus. Pode se complicar com a infecção de ureteres e rins ou entrada na corrente sanguínea. Também pode se referir a inflamações causadas por medicamentos, radioterapia, secundária a outras doenças ou por potenciais irritantes, tais como produtos de higiene, espermicidas ou o uso de um cateter por longos períodos.
Nos homens, essas infecções são muito mais graves, tanto em termos de sintomas quanto de gravidade, e pode resultar em inflamação crônica ou dano neurológico. Além disso, sua origem é frequentemente complicada (obstruções, estagnação de urina, ...). Muitas vezes, os homens são afetados por uretrite ou uretrocistite, e não por cistite "simples", dada a extensão do canal.

## Causas
Existem diversas possíveis causas para inflamação da bexiga:
- Infecção não hospitalar (na comunidade): E. coli (80%) e Staphylococcus saprophyticus(10%). É oito vezes mais comum em mulheres e a causa mais comum de cistite.[7]
- Infecção hospitalar (nosocomial): Geralmente associada ao uso de cateter ou depois de cirurgias. Podem ser causadas por diversas bactérias, dentre elas E. coli (27%), Klebsiella (11%), Pseudomonas (11%), Enterococcus (7%) ou por fungos como Candida albicans (9%). É o tipo de infecção hospitalar mais comum.
- Desconhecida (idiopática): Como no caso de cistite intersticial.
- Medicamentos: Particularmente a ciclofosfamida, drogas quimioterápicos e ifosfamida.
- Radioterapia: O tratamento com radiação na área pélvica pode provocar respostas inflamatórias no tecido da bexiga.
- Produtos químicos: Pode ser causada por banho de espuma, sabão, desodorante, sprays de higiene feminina, gel espermicida ou por reação do tipo alérgica a uma substância na urina.
- Complicação de outras doenças: tais como cânceres ginecológicos, doenças inflamatórias pélvicas, endometriose, doença de Crohn, lúpus, diverticulite ou tuberculose.

### Fatores de risco
Sexo vaginal após sexo anal aumenta o risco de infecções urinárias, pois E.Coli, Klebsiella e Staphylococcus podem ser flora normal do intestino. O uso de diafragmas, gel espermicida e o próprio ato sexual também podem favorecer a entrada de bactérias pela uretra. Bloqueios no fluxo urinário, como uma pedra nos rins ou próstata aumentada, também aumentam o risco.

## Sinais e sintomas
Os sintomas possíveis são:
- Dor na parte inferior do abdômen (hipogástrica)
- Ardência ao urinar (disúria)
- Urinar com frequência (polaciúria)
- Febre baixa
- Cheiro forte na urina
- Dor lombar (mais comum quando há infecção urinária alta ou pielonefrite)
- Náusea e mal estar.

Pode também aparecer sangue na urina (hematúria) ou pus por aumento dos leucócitos na urina (piúria).

## Epidemiologia
Ocorrem mais frequentemente entre as idades de 16 e 35 anos. 10% das mulheres contraem uma infecção por ano e 60% tem cistite em algum momento de suas vidas. As recorrências são comuns, com quase metade das pessoas sofrendo uma segunda infecção dentro de um ano. Infecções do trato urinário ocorrem de quatro a oito vezes mais frequentemente em mulheres. 
Entre 2 e 10% das grávidas possuem bactérias perigosas (patogênicas) na urina, recomenda-se o tratamento pelo maior risco de complicações. Afeta entre 2 e 10% dos bebês menores de um ano, por isso, recomenda-se exame de urina quando bebês apresentam febre sem causa definida.

## Prevenção
Medidas para preventivas incluem:
- Beber muita água e sucos, especialmente os sucos que ajudem a manter a acidez adequada da urina;
- Limpar a vagina começando de cima para baixo, nunca em direção a uretra;
- Urinar após relações sexuais, para expulsar bactérias da uretra;
- Urinar quando tiver vontade, passar horas "segurando a vontade" de urinar evita que bactérias indesejadas sejam expulsas;
- Não usar desodorante ou sabão bactericida na vagina, pois matam a flora normal e favorecem a colonização por bactérias patogênicas resistentes, lavar demais remove as proteções naturais (pH, oleosidade, camadas de pele...) aumentando o risco de infecções;
- Lavar gentilmente a pele ao redor da vagina e do ânus diariamente, de preferência apenas com sabão neutro e sem excessos, o excesso de limpeza aumenta o risco de infecções em qualquer lugar do corpo;
- Tomar banho com chuveiro, evitando compartilhar banheiras.

Estudos pequenos mostraram grandes benefícios por tomar suco de cranberry regularmente, mas estudos maiores mostraram que os benefícios geralmente são pequenos.

## Tratamento
Casos leves não precisam de tratamento antibiótico (exceto na gravidez, quando mesmo casos leves devem ser tratados), o próprio organismo combate a infecção em poucos dias. Quando a causa é uma terapia ou produto, buscar uma terapia alternativa ou parar de usar o produto pode ser suficiente para resolver a cistite. Pode-se usar medicamentos para controlar a dor como analgésicos, anti-inflamatórios e relaxantes musculares.
No caso de infecção bacteriana moderada ou grave pode-se usar antibióticos, como a fosfomicina trometamol em dose única ou as quinolonas (como o norfloxacino, ciprofloxacino, etc) por três a cinco dias. Infecções hospitalares são mais difíceis de tratar, pois as bactérias costumam ter múltiplas resistências, e podem exigir o cultivo de uma amostra para teste de suscetibilidade aos antibióticos.
No caso de grávidas, devido ao risco de infecção dos rins (25 a 40%), se recomenda tratar com cefalexina ou nitrofurantoína mesmo em ausência de sintomas. Infecções urinárias durante a gravidez podem causar parto prematuro e pré-eclampsia.
Algumas plantas medicinais também podem ser indicadas para o tratamento como o arando-vermelho, bétula, cavalinha, uva-ursi e o cramberry.